# Theodoxus prevostianus
Theodoxus prevostianus is een slakkensoort uit de familie van de Neritidae. De wetenschappelijke naam van de soort is voor het eerst geldig gepubliceerd in 1828 door C. Pfeiffer als Nerita prevostiana.

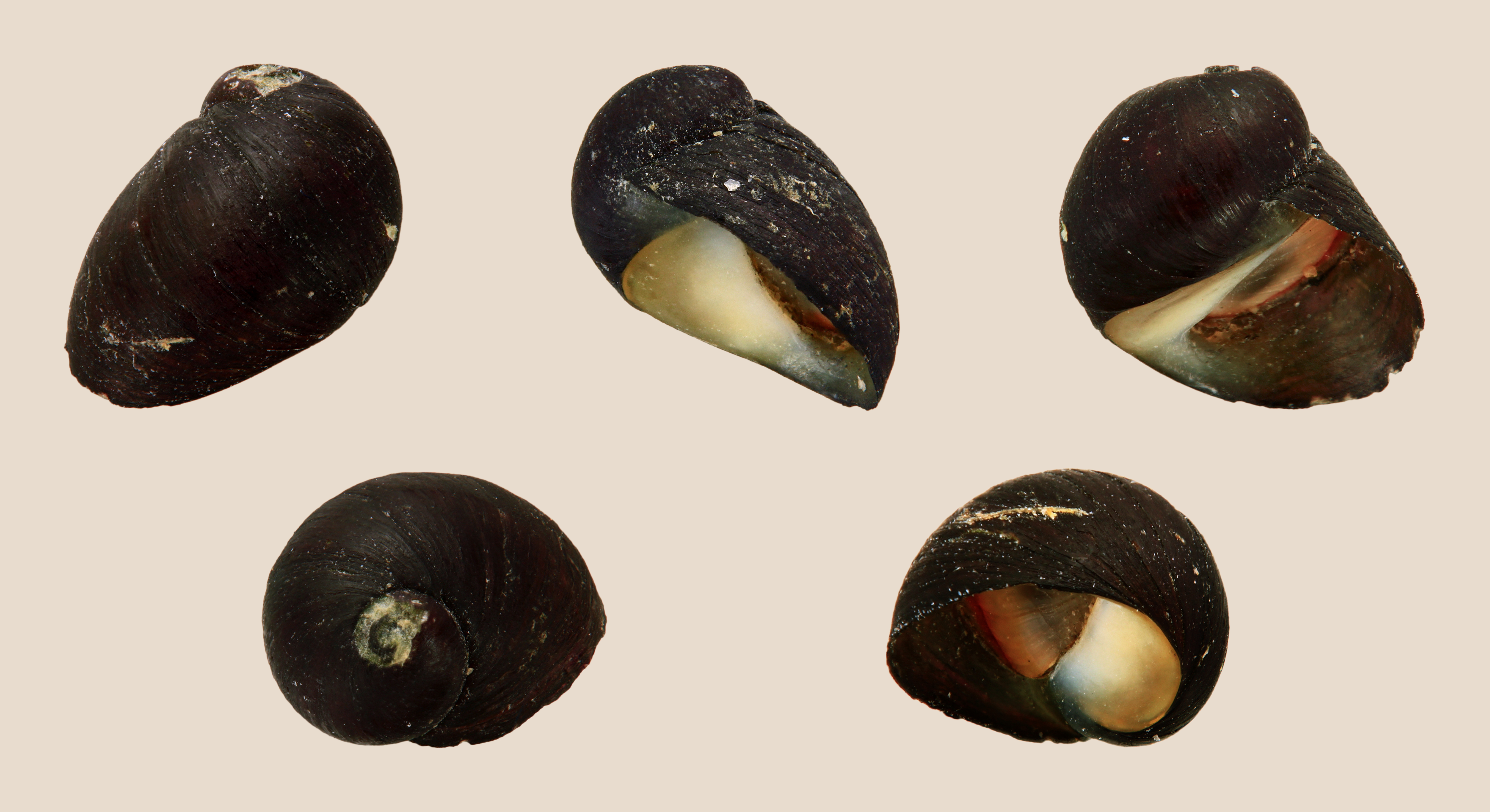
Slakkenhuis van Theodoxus prevostianus